# ベンヤミン院長の古文書
『ベンヤミン院長の古文書』（ベンヤミンいんちょうのこもんじょ）は、金澤マリコによる日本の推理小説・歴史小説。
2014年、広島県福山市が主催する第7回ばらのまち福山ミステリー文学新人賞の優秀作に選ばれる。2015年11月19日、単行本が原書房より刊行される。装丁はスタジオ・ギブ（川島進）による。装画は藤原ヨウコウが手がけている。
小説家の島田荘司は「物語が進むにつれて、世界史に興味を持つ者の目からすれば、とてつもない内容が淡々と語られていることに感心するようになった。この物語の中に書かれた情報が全くの空想ではなく、学問的な裏打ちを持つものであれば、従来の日本のミステリ系エンターテインメントの教養水準を超えるし、非常に貴重な読み物ということになることに気づいた」と評価している。小説家の篠田真由美は「モチーフ的には派手だが、いかんせん物語に起伏が乏しい」と評価している。

## あらすじ
エジプトのアレクサンドリアにあるアレクサンドリア修道院には、7世紀にアレクサンドリア修道院院長であったベンヤミンが作成したとされる、 “人類の偉大な宝” のありかが記された古文書が修道院の奥深くに隠されているが、その古文書を実際に見た者はこれまでに1人もいない、という話が伝わっていた。2007年のある日、ラシドはJJから、「あなたを《守護者》として迎えることを決定した」といわれ、促されるままに誓いの文句を唱える。《守護者》とは、ベンヤミンが書き残した文書を守るという使命を帯びた者のことだという。ザヘルによると、 “人類の偉大な宝” についての古文書とは、アレクサンドリアに存在したとされる古代アレクサンドリア図書館についての記録なのだという。ベンヤミンは、聖マルコの指示に従って、古代アレクサンドリア図書館の蔵書を隠し、隠し場所を示す文書を作成し、「コプトの最も信仰篤き者」3名を《守護者》として選び、この文書を代々守らせ、3つの《徴》がすべてそろったときに、文書の封印を解くように命じたのだという。そしてザヘルは、その文書が修道院の書庫の床下の隠しスペースに保管されていると話す。
1つ目の《徴》の前半の「白き指導者」は、ハドリアヌス7世を指しており、後半の「異形の獅子」は、ソテル2世を指しているのではないか、とJJやラシドは考える。ソテル2世は、《マレオティス・プロジェクト》のメンバーとして、スタッフォード、ラシド、バブルス、ユーセフ、エヴァンズ、アジールの6名を集める。過去の《守護者》は、これまでに2度、《徴》を読み誤り、その度に大きな災害が起きる、とラシドらは考えている。ラシドによると、ベンヤミンの記録は3部構成になっており、それぞれの文書は暗号文になっていて、順に暗号を解くことによって、隠し場所が明らかになるという。しかし、第1の文書は20世紀の初めに開封され、第1の文書は残っているが、暗号を解く鍵となるものが行方不明になっているという。そのため、第2、第3の文書の解読を進めながら、第1の文書で明らかにされた鍵を探さなければならず、これが《マレオティス・プロジェクト》であるという。さらに、ザヘルが襲われたことなど、このプロジェクトの進行を阻止しようとしている者がいる可能性は排除できない、とラシドらは考える。
モースはパスワードに関する情報をもっているようで、そのことを探れるのはアルベルティーニしかいないと、トレリは考える。ユーセフは、カナダにいるモースをヴァチカンに連れてくることになる。第2の《徴》の「円筒」は、現代アレクサンドリア図書館を指しており、第3の《徴》の「漆黒の宝」は、ジェットといわれる流木の化石を指しているのではないか、とソテル2世らは考える。
2009年3月1日、ゼノビアはエリーから、ナディアがモースをヴァチカンに連れていくという話をきかされる。ゼノビアは、ナディアらとの待ち合わせのバンクーバー国際空港に行く直前、車に追突され、モーゲンソーの車に乗り込む。その日の夜、ユーセフとナディアが空港で会う。ユーセフやナディア、ゼノビアは、バンクーバー市内のセント・ポール病院で入院しているモースをヴァチカンに送り届けることになっていることを確認し合う。ユーセフとナディアがモースに面会すると、すぐにナディアとモースは、ヴァチカンへ向かう。ナディアは、モースの右手が赤くなっているのを確認する。ナディアは、古代アレクサンドリア図書館の蔵書がどこかに隠されているらしいことを把握する。しかし、変装までして枢機卿をバンクーバーからヴァチカンまで移さなければならないことに疑問を感じる。そのことについてユーセフは、貴重な書物を奪おうとする人がいるからなのではないか、と考える。その一方で、その蔵書が発見されては困る人がいるのではないか、とも考える。ユーセフの話をきくうちに、ナディアは、キリスト教の教義が作られる際にコプト教会が異端としてしりぞけた文書が、もしあったとして、その文書に書かれた教えが今の教会の教えと矛盾するようなものだったとしたら、現在の教会の指導者の中で困る人が出てくるのではないか、と考える。
3月2日の深夜から3日の早朝にかけて、ソテル2世への悪質な個人攻撃や高位聖職者への攻撃がインターネット上で行われる。そんな中、JJはモースのもつ情報の読み取りに成功する。文書の解読も進められていた。バブルスらは、サブラタという地名が解読されると、そこへ趣いて碑文を探し出す。そこにはヒエログリフという絵文字で暗号文が書かれていた。JJらは、その暗号をスキュタレーという暗号道具を使って解こうとする。第1の文書は、スキュタレーのありかを示したものだった。ユーセフは、母からもらったリュックの中にスキュタレーが入っているのではないかと考え、ヘルメルに行って確認する。やがて第3の文書が解読され、ジェイタ洞窟が示される。そこでバブルスらは、整然と積まれた夥しい木箱を見つける。木箱の中からは古代の書物が発見される。

## 登場人物
ベンヤミン
アレクサンドリア修道院院長。コプト教会内で聖人とたたえられている。
イブラヒム・ラシド
アレクサンドリア総主教。コプト教会のトップ。現在の《守護者》の1人。
ロフティ・ザヘル
修道士。学者。現在の《守護者》の1人。
ジョルジュ・ジァジァ
通称JJ。外科医。現在の《守護者》の1人。
ジョシュア・ナイト
枢機卿。ハドリアヌス7世。教皇。
アレッサンドロ・ビッフィ
枢機卿。国務省長官。
ハーニー・アマル
枢機卿。ソテル２世。教皇。元《守護者》。
リオン・ベルナール
枢機卿。グレゴリウス17世。
フランソワ・モース
枢機卿。
マイケル・スタッフォード
枢機卿。
パオロ・アルベルティーニ
枢機卿。
アンナ・ブセット
修道女。
エリー・ハビブ
修道女。
ヘイガー
修道院長。
ユーセフ・ナーデル
レバノン出身。メルヘルで育つ。
ナディア・アンタール
修道女。レバノン出身。
ゼノビア・アンタール
ブリティッシュコロンビア大学の学生。ナディアの双子の妹。
アンドルー・エヴァンズ
神父。
マーシュ
神父。モースの身代わり役。
ロダ・アジール
大司教。
ロレンツォ・トレリ
司教。
シモン・バブルス
バブルスチョコレート社の経営者。
ヨハン・モーゲンソー
宗教家。教団《プロバドールの家》主宰。ナディアらの動きをかぎ回っている。
クリシュナ
モーゲンソーの側近。
栗野正吾（くりの しょうご）
アジア大洋州局局長。
栗野公子（くりの きみこ）
正吾の妻。
栗野知里（くりの ちさと）
正吾の娘。日本人留学生。ハーニー・アマルと交際していた。
安藤
会社経営者。沖縄出身。